# Wiener Bonbons

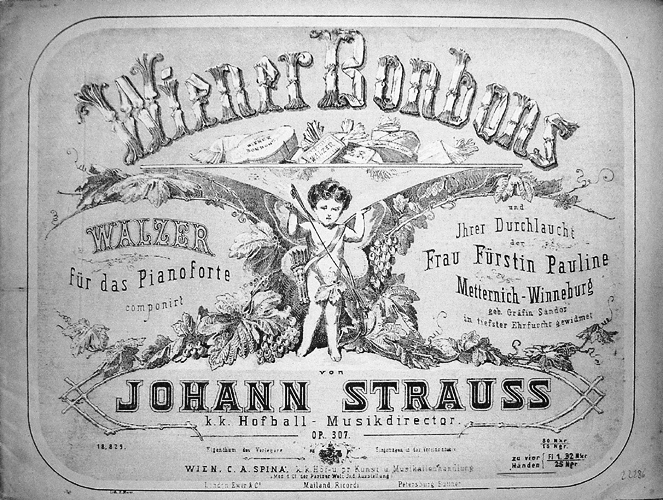
Titelsidan till Wiener Bonbons.

Wiener Bonbons, op. 307, är en vals av Johann Strauss den yngre. Den spelades första gången den 28 januari 1866 i Redouten-Saal i slottet Hofburg i Wien. 

## Historia
Med tiden överlät Johann Strauss det mödosamma arbetet att skriva beställningsmusik och dirigera dem till sin yngre broder Josef. Till Industrisällskapets bal den 28 januari stod furstinnan Pauline von Metternich som donator. Hon var gift med Österrikes ambassadör i Paris och hade därför utbett sig om att intäkterna från balen skulle doneras till bygget av ett sjukhus i Paris avsett för tyskar. Josef Strauss namngav då sin nya vals Deutsche Grüsse (op. 191) och tillägnade den balens välgörarinna. Ursprungligen hade Josef Strauss den 29 januari tänkt spela sina nya polka Pauline (op. 190a) för första gången, men ändrade sig snabbt och kastade in polkan som ytterligare ett hyllningsnummer till furstinnan. Även Johann Strauss valde att bidra med en ny vals till balen, en danskombination av wienervals och franska toner som dessutom förenade de två språken i sin titel: Wiener Bonbons.

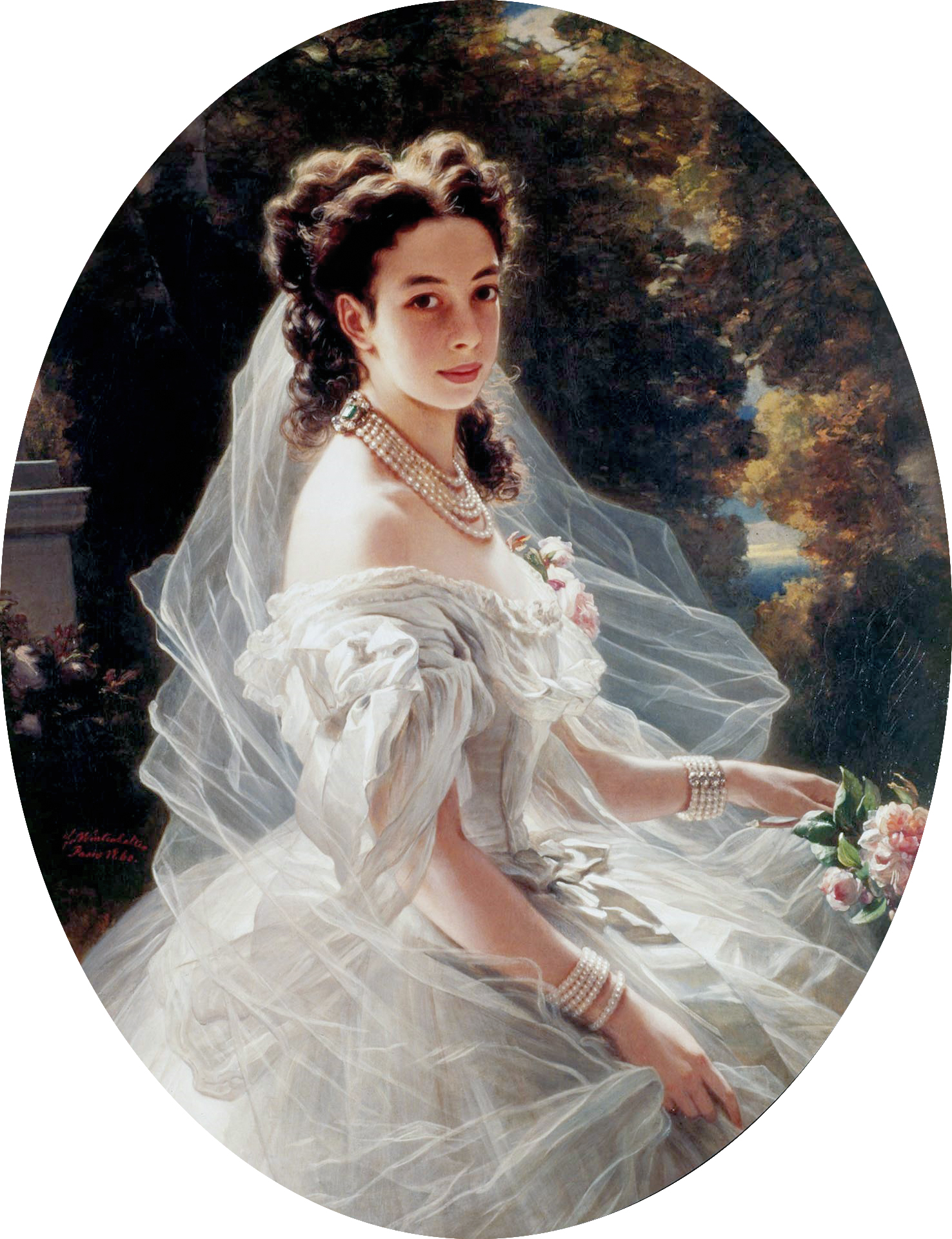
Furstinnan Pauline von Metternich målad av Franz Xaver Winterhalter.

Valsen publicerades i klaverutdrag den 13 februari 1866 och framsidan visar titeln invirad i karamellpapper och med inskriptionen: "Till hennes höghet Furstinnan Pauline Metternich-Winneburg, född Grevinnan Sándor, med djupaste respekt". Furstinnan var en inflytelserik person inte bara i Wien, utan även vid kejsare Napoleon III:s hov i Paris. De två bröderna Strauss var därför angelägna om hennes stöd då de insåg att hennes kontakter kunde hjälpa dem att ge konserter vid Världsutställningen 1867 i Paris. I planen ingick även ett förberedande besök i Paris under påsken 1866, bara veckor efter Industrisällskapets bal. (I slutändan dirigerade Johann själv en serie konserter vid Världsutställningen och bland uppdragen i Paris var en storslagen bal på floden Seine som gavs av ambassadörsparet von Metternich. Vid detta tillfälle spelades valsen An der schönen blauen Donau för första gången i Paris.)
När Strauss for på ett gästuppträdande till Boston och New York 1872 citerade han bland många andra verk Wiener Bonbons i det specialkomponerade verket Walzer-Bouquet No 1 (för övrigt till 90% identiskt med verket Manhattan-Waltzes).

## Om valsen
Speltiden är ca 9 minuter och 16 sekunder plus minus några sekunder beroende på dirigentens musikaliska tolkning.

## Weblänkar
- Wiener Bonbons i Naxos-utgåvan.